# Акција Армагедон
Акција Армагедон је полицијска акција и најдужа истрага у циљу проналажења сексуалних предатора на интернету, у којој је ухваћено више од 200 педофила од 2010. године. Армагедон је име епске битке добра и зла, бога и ђавола.

## Учесници акције
У акцији учествују Одељење за сузбијање високотехнолошког криминала, Више јавно тужилаштво у Београду, Посебно одељење за борбу против високотехнолошког криминала, али и полицијски службеници.

## Успеси
У оквиру ове акције до сада су поднете кривичне пријаве против више од 208 лица.
Досадашње кривичне пријаве биле су због због приказивања, прибављања и поседовања порнографског материјала и искоришћавања малолетног лица за порнографију, коришћење рачунарске мреже или комуникације са другим техничким средствима за вршење кривичних дела против полне слободе према малолетном лицу, као и за принуду, недозвољене полне радње, угрожавање безбедности и обљубу детета.
Регионални асистент аташеа Министарства за унутрашњу безбедност САД-а Грант Лукас уручио је плакету захвалности Одељењу за борбу против високотехнолошког криминала СБПОК-а МУП-а Србије за постигнуте резултате у борби против дечје порнографије на интернету у акцији “Армагедон”.

## Процес проналажења
Процес проналажења окривљених подразумева претрагу места окупљања и темељно претраживање сајтова специјализованих за ову врсту криминала, али подразумева и помоћ грађана, породице или оних погођених тим криминалним радњама. Процес истраге се започиње и по захтевима добијеним кроз међународну оперативну полицијску сарадњу.

## Неки од случајева познатих јавности
- (јануар 2011) - Бечејац С.М. ухапшен је након што је полиција код њега пронашла серију снимака које је прикупио, а на којима се виде девојчице од пет до 12 година у експлицитним позама.
- (септембар 2018) - Осумњичени интернет педофил, мушкарац од око 30 година, направио је лажни Фејсбук налог преко којег се спријатељио са основцем којег је уцењивао.
- (јануар 2019) - Педофил из Београда је преко сервиса "Али експрес" послао поклоне родитељима, који су му заузврат поклонили слике и снимке своје деце у експлицитним позама.
- (децембар 2015) - А.М. (30) поставио је на интернет чак 237 порнографских снимака деце.
- (децембар 2015) - Једна од највећих педофилских колекција пронађена је код А.Г. (42) из Београда, Ђ. К. (73) из Бечеја и Л.П. (21) из Чачка, који су прикупили и разменили више од једног терабајта снимака.[2]
- (мај 2022) - Ухапшено је 12 људи: И.М. (47) из Пожаревца, И.Т. (46) и Г.Ш. (38), обоје из Београда, АТ (40) из Бачког Јарка, С.М. (36) из Новог Сада, И.Б. (23) из Сремске Митровице, као и М.П. (42) из Лаћарка, С.С. (27) из Новог Сада, М.Б. (46) из Сомбора, Ј.Г. (51) из Зрењанина, К.М. (22) из Старе Пазове и М.В. (44) из Крагујевца. Они се сумњиче да су на интернету дуже време преузимали, чували и делили садржаје креиране искориштавањем деце у порнографске сврхе. Приликом претреса станова осумњичених пронађена је већа количина видео-клипова и фотографија и експлоатације деце узраста 5-14 година.[4][5]